# Německá ženská fotbalová reprezentace do 19 let
Tento tým reprezentuje Spolkovou republiku Německo v ženských mládežnických soutěžích týmů do 19 let, zejména na Mistrovství Evropy této věkové kategorie.

## Úspěchy

### Mistrovství světa
- 2002: Třetí místo
- 2004: Vítěz

### Mistrovství Evropy
- 1998: Semifinále
- 1999: Druhé místo
- 2000: Vítěz
- 2001: Vítěz
- 2002: Vítěz
- 2003: Skupiny
- 2004: Druhé místo
- 2005: Semifinále
- 2006: Vítěz
- 2007: Vítěz
- 2008: Semifinále
- 2009: Základní skupina
- 2010: Semifinále
- 2011: Vítěz
- 2012: Nepostup z kvalifikace